# Estación Oranjebaan
Oranjebaan es una parada de tranvía dentro de la ciudad de Amstelveen, Holanda. La parada da servicio a las líneas de Tranvía 5 y 25. La línea 25, denominada Amsteltram antes de recibir su número de línea, se inauguró oficialmente el 13 de diciembre de 2020, extraoficialmente 4 días antes, el 9 de diciembre.

## Historia
Antes de ser reconstruida en 2019 y 2020, la parada servía tanto a los tranvías de piso bajo de la línea 5 de tranvía como a los tranvías de piso alto de la línea 51 de metro, un servicio híbrido de metro/tranvía exprés (tren ligero) que abrió en 1990. Ambas líneas 5 y 51 compartían el mismo par de vías pero usaban plataformas adyacentes separadas. Había un par de andenes de bajo nivel para la línea 5 y un par de andenes separados de alto nivel para la línea 51, con escaleras que conectaban los dos niveles de los andenes. En 2019, se canceló el servicio de la línea 51 del metro al sur de la Estación Amsterdam Zuid para reconstruir las estaciones y acomodar solo los tranvías de piso bajo de las líneas 5 y 25; se demolieron los andenes de nivel alto y se alargaron los andenes de nivel bajo para poder manejar un par de tranvías de piso bajo acoplados.